# Effektive Folgedosis
Die effektive Folgedosis ist eine Größe im Strahlenschutz. Sie ist die effektive Dosis, die als Folge einer Aufnahme eines Radionuklids in den Körper (Inkorporation) im Verlauf eines Zeitraums τ akkumuliert wird. Dabei werden die biologische und die physikalische Halbwertszeit des aufgenommenen Nuklids berücksichtigt. Die effektive Folgedosis wird mit E(τ) bezeichnet, die Einheit ist das Sievert (Sv). Für Erwachsene wird ein Zeitraum von 50 Jahren zugrunde gelegt. Die entsprechende effektive Folgedosis wird als E(50) oder E50 bezeichnet. Für Kinder wird bis zu einem Alter von 70 Jahren ab Inkorporation gerechnet.
Die effektive Folgedosis wird berechnet aus der jeweiligen Organ-Folgedosis für alle Gewebe und Organe und den jeweils zugehörigen Gewebe-Wichtungsfaktoren, die auch für die Ermittlung der effektiven Dosis verwendet werden. Die Größen werden multipliziert und über alle Gewebe und Organe T summiert:
{\displaystyle E(\tau )=\sum _{\mathrm {T} }w_{\mathrm {T} }\cdot H_{\mathrm {T} }(\tau )}.
Die Organ-Folgedosis ist dabei die Organdosis die im Verlauf des Zeitraums τ im jeweiligen Organ oder Gewebe angesammelt wird.